# Ascophanus glumarum
Ascophanus glumarum är en svampart som först beskrevs av Jean Baptiste Desmazières, och fick sitt nu gällande namn av Jean Louis Emile Boudier 1907. Ascophanus glumarum ingår i släktet Ascophanus och familjen Ascobolaceae.   Inga underarter finns listade i Catalogue of Life.